# Les Films Pelléas
Pour les articles homonymes, voir LFP et Pelléas (homonymie).
Les Films Pelléas est une société de production cinématographique française fondée par Philippe Martin en mars 1990,.
Les Films Pelléas a produit une centaine de longs métrages de fiction et documentaires pour le cinéma, mais également des unitaires pour Arte et France Télévisions et des courts métrages.
La société regroupe aujourd’hui deux producteurs et une productrice : Philippe Martin, David Thion,, et Lola Hurel.
De 2016 à 2021, Les Films Pelléas assure la direction artistique de la 3e Scène, plateforme numérique de l’Opéra National de Paris, donnant le jour aux projets (courts métrages de fiction, documentaires, animation, VR, capture de mouvement, métacinéma...) d'une trentaine d'artistes, parmi lesquels Abd Al Malik, Fanny Ardant, Sébastien Laudenbach, Claude Levêque, Clément Cogitore, Thierry Thieû Niang, Jean-Gabriel Périot, Apichatpong Weerasethakul, Ramzi Ben Sliman, Hiroshi Sugimoto, Jonathan Littell, Arnaud des Pallières, Ugo Bienvenu, Antoine d'Agata, Michel Ocelot. Un programme de quatre courts métrages de la 3e Scène intitulé Celles qui chantent et réalisé par Sergei Loznitsa, Karim Moussaoui, Julie Deliquet et Jafar Panahi a été distribué dans les salles de cinéma le 8 juillet 2020,,.
En 2017, Philippe Martin co-fonde Balthus Lab avec Stelio Tzonis et Dimitri Krassoulia-Vronsky.
En 2023, le film Anatomie d'une chute de Justine Triet, produit par Les Films Pelléas et Les Films de Pierre, remporte la Palme d'or au Festival de Cannes.

## Filmographie
- 1992 : Ménage de Pierre Salvadori (court-métrage)
- 1992 : Loin du Brésil de Tilly
- 1993 : Cible émouvante de Pierre Salvadori
- 1994 : L'Histoire du garçon qui voulait qu'on l'embrasse de Philippe Harel
- 1995 : Circuit Carole d'Emmanuelle Cuau
- 1995 : Fast de Dante Desarthe
- 1995 : Les Apprentis de Pierre Salvadori
- 1997 : Ni d'Ève ni d'Adam de Jean Paul Civeyrac
- 1998 : … Comme elle respire de Pierre Salvadori
- 2000 : Les Solitaires de Jean Paul Civeyrac
- 2000 : Drôle de Félix de Olivier Ducastel et Jacques Martineau
- 2000 : Les Marchands de sable de Pierre Salvadori
- 2000 : La Brèche de Roland d’Arnaud et Jean-Marie Larrieu (court-métrage)
- 2000 : Les Yeux fermés d'Olivier Py
- 2000 : Laissons Lucie faire ! d’Emmanuel Mouret
- 2001 : La Répétition de Catherine Corsini
- 2001 : Le Lait de la tendresse humaine de Dominique Cabrera
- 2002 : Le Doux Amour des hommes de Jean Paul Civeyrac
- 2002 : Comme il vient de Christophe Chiesa
- 2002 : Fantômes de Jean Paul Civeyrac
- 2003 : Clément d'Emmanuelle Bercot
- 2003 : Mariées mais pas trop de Catherine Corsini
- 2003 : Mods de Serge Bozon (moyen-métrage)
- 2003 : Toutes ces belles promesses de Jean Paul Civeyrac
- 2003 : Après vous de Pierre Salvadori
- 2004 : Vénus et Fleur d'Emmanuel Mouret
- 2005 : Ultranova de Bouli Lanners
- 2005 : Voici venu le temps d'Alain Guiraudie
- 2005 : Peindre ou faire l'amour d'Arnaud et Jean-Marie Larrieu
- 2005 : Étoile violette d’Axelle Ropert (moyen-métrage)
- 2005 : À travers la forêt de Jean Paul Civeyrac
- 2005 : Une saison Sibelius de Mario Fanfani (téléfilm ARTE)
- 2006 : Cabaret Paradis de Shirley et Dino
- 2006 : Cages d'Olivier Masset-Depasse
- 2006 : Changement d'adresse d'Emmanuel Mouret
- 2006 : Comment j'ai fêté la fin du monde de Cătălin Mitulescu
- 2006 : Hors de prix de Pierre Salvadori[14],[15]
- 2007 : Mon frère se marie de Jean-Stéphane Bron
- 2007 : Tout est pardonné de Mia Hansen-Løve
- 2007 : La France de Serge Bozon
- 2008 : Les grands s'allongent par terre de Emmanuel Saget
- 2008 : Versailles de Pierre Schoeller
- 2008 : Nés en 68 d'Olivier Ducastel et Jacques Martineau
- 2009 : Pelléas et Mélisande, le chant des aveugles de Philippe Béziat
- 2009 : Traders de Jean-Stéphane Bron (téléfilm)
- 2009 : Fais-moi plaisir ! de Emmanuel Mouret
- 2009 : La Famille Wolberg de Axelle Ropert
- 2009 : Le Père de mes enfants de Mia Hansen-Løve
- 2010 : Cleveland contre Wall Street de Jean-Stéphane Bron
- 2010 : Des filles en noir de Jean Paul Civeyrac
- 2010 : Commissariat de Ilan Klipper et Virgil Vernier
- 2010 : De vrais mensonges de Pierre Salvadori
- 2011 : Un amour de jeunesse de Mia Hansen-Løve
- 2011 : Let My People Go! de Mikael Buch
- 2011 : Beyrouth hôtel de Danielle Arbid (téléfilm ARTE)
- 2011 : Noces de Philippe Béziat
- 2012 : Alyah d'Élie Wajeman
- 2012 : Traviata et nous de Philippe Béziat
- 2013 : Holybus de Thibault de Chateauvieux (documentaire TV)
- 2013 : Tirez la langue, mademoiselle de Axelle Ropert
- 2013 : Tip Top de Serge Bozon
- 2014 : Un beau dimanche de Nicole Garcia
- 2014 : Les Grandes Ondes (à l'ouest) de Lionel Baier
- 2014 : L'Expérience Blocher de Jean-Stéphane Bron
- 2014 : Dans la cour de Pierre Salvadori
- 2014 : L'Armée du salut d'Abdellah Taïa
- 2014 : Métamorphoses de Christophe Honoré
- 2014 : Truffaut au présent d'Axelle Ropert (court-métrage)
- 2014 : Mon amie Victoria de Jean Paul Civeyrac
- 2016 : Peur de rien de Danielle Arbid
- 2016 : Les malheurs de Sophie de Christophe Honoré
- 2016 : Diamant noir d'Arthur Harari
- 2016 : Réparer les vivants de Katell Quillévéré
- 2016 : La Jeune Fille sans mains de Sébastien Laudenbach
- 2016 : La Prunelle de mes yeux d'Axelle Ropert
- 2017 : L'Opéra de Jean-Stéphane Bron
- 2017 : En attendant les hirondelles de Karim Moussaoui[16]
- 2018 : Madame Hyde de Serge Bozon
- 2018 : Plaire, aimer et courir vite de Christophe Honoré
- 2018 : Nos batailles de Guillaume Senez
- 2018 : En liberté ! de Pierre Salvadori
- 2018 : Maya de Mia Hansen-Løve
- 2019 : On ment toujours à ceux qu'on aime de Sandrine Dumas
- 2019 : Sibyl de Justine Triet
- 2019 : Chambre 212 de Christophe Honoré
- 2020 : Celles qui chantent de Sergueï Loznitsa, Karim Moussaoui, Julie Deliquet et Jafar Panahi
- 2021 : L’étreinte de Ludovic Bergery
- 2021 : Indes galantes de Philippe Béziat
- 2021 : Passion Simple de Danielle Arbid
- 2021 : Amants de Nicole Garcia
- 2021 : Les Amours d'Anaïs de Charline Bourgeois-Tacquet
- 2021 : Guermantes de Christophe Honoré
- 2022 : Cinq Nouvelles du cerveau de Jean-Stéphane Bron (documentaire)
- 2022 : Don Juan de Serge Bozon
- 2022 : La Petite Bande de Pierre Salvadori
- 2022 : Un beau matin de Mia Hansen-Løve
- 2022 : Le Lycéen de Christophe Honoré
- 2022 : Les Années Super 8 de Annie Ernaux et David Ernaux-Briot Ernaux
- 2023 : Anatomie d'une chute de Justine Triet
- 2023 : Le Temps d'aimer de Katell Quillévéré
- 2024 : Marcello mio de Christophe Honoré
- 2024 : Une part manquante de Guillaume Senez
- 2024 : Mon inséparable de Anne-Sophie Bailly
- 2025 : L'Effacement de Karim Moussaoui
- 2025 : The Deal de Jean-Stéphane Bron (série TV)

## Distinctions

### Récompenses
- Prix Jean-Vigo 2003 pour Toutes ces belles promesses
- Prix Jean-Vigo 2007 pour La France
- Prix Louis-Delluc du premier long-métrage 2007 pour Tout est pardonné
- Prix du Syndicat français de la critique de cinéma et des films de télévision 2016 : Meilleur premier film français pour Diamant noir
- César du meilleur espoir masculin 2017 pour Niels Schneider dans Diamant noir
- Prix Louis-Delluc 2018 pour Plaire, aimer et courir vite
- Magritte 2019[17] : Magritte du meilleur film pour Nos batailles
- Festival de Cannes 2023 : Palme d'or pour Anatomie d'une chute de Justine Triet

### Nominations
- César 2008 : César du meilleur premier film pour Tout est pardonné
- César 2011 : César du meilleur film documentaire pour Cleveland contre Wall Street
- César 2017 : César du meilleur premier film pour Diamant noir
- César 2017 : César du meilleur film d'animation pour La Jeune Fille sans mains[18]
- César 2009 : César du meilleur premier film pour Versailles
- César 2019 : César du meilleur film pour En liberté !
- César 2019 : César du meilleur court métrage pour Les Indes galantes de Clément Cogitore
- César 2022 : César du meilleur film documentaire pour Indes Galantes de Philippe Béziat
- César 2023 : César du meilleur film documentaire pour Les Années Super 8 d'Annie Ernaux et David Ernaux-Briot